# Philippe III à cheval
Le portrait de Philippe III à cheval est une huile sur toile de Diego Velázquez peinte en 1634-1635 et conservée au Musée du Prado depuis sa création en 1819.

## Analyse
Le portrait équestre de Philippe III d'Espagne fut peint pour la décoration du Salon des Royaumes du Palais du Buen Retiro avec les portraits équestres de sa famille : son épouse, Philippe IV, Isabelle de France et le prince Balthazar Carlos.
La participation de l’atelier de Vélasquez pour cette toile est importante. Bien qu’on ait beaucoup spéculé sur ce portrait et son pendant la Reine Marguerite d'Autriche à cheval en situant leur réalisation lors d’une commande de 1628 d’après un portrait antérieur de Bartolomé González, les études techniques du Musée du Prado démontrent que les cinq portraits de la série furent peints en même temps, en employant la même préparation des toiles et les mêmes pigments.

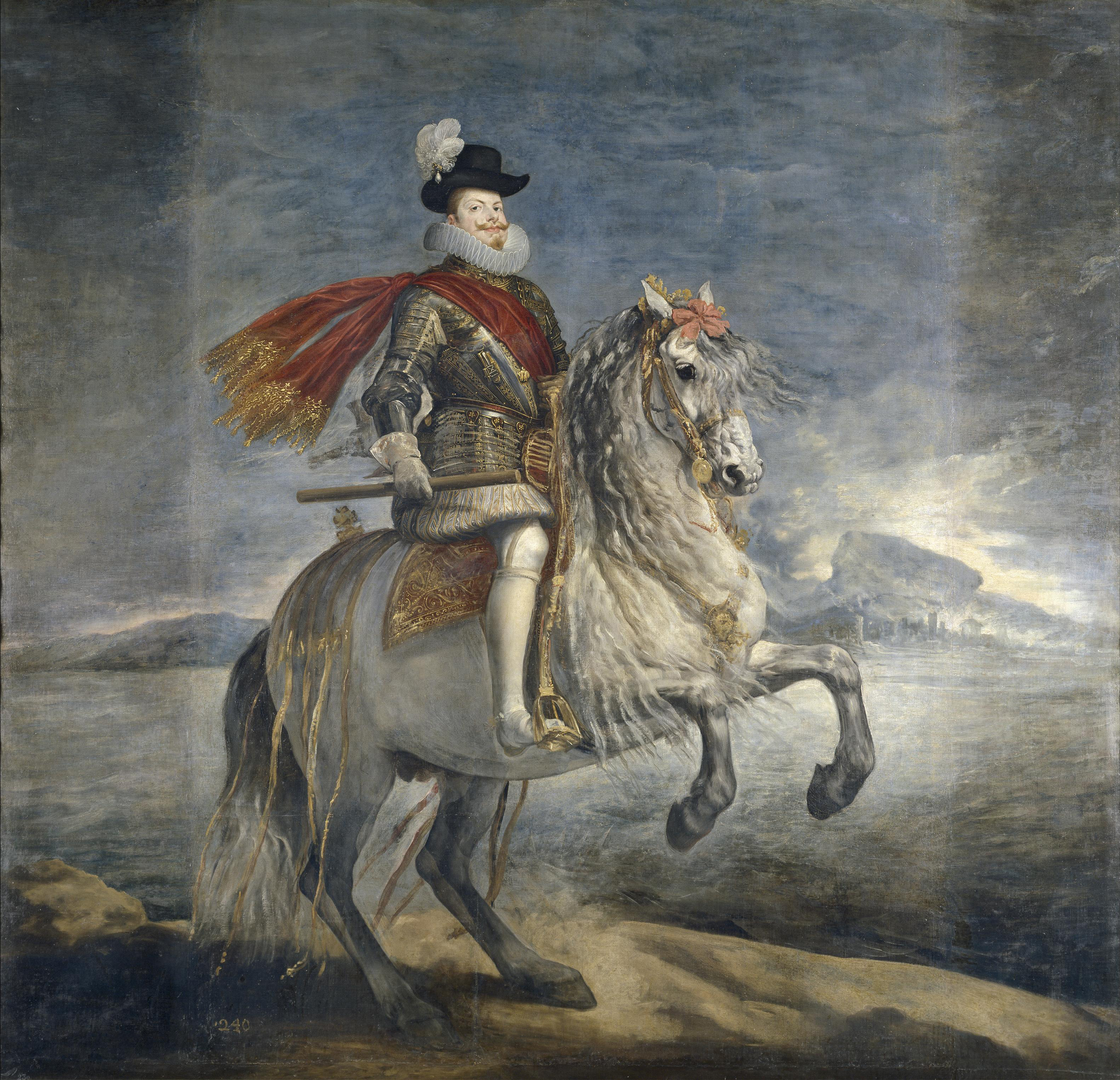
La toile avant restauration, avec deux bandes ajoutées sur les côtés.

Velázquez dut confier leurs exécutions à un peintre qui connaissait sa technique et était plus méticuleux que lui dans son travail. Le même peintre, et peut-être sur indication du maître, rectifia la position du bras du roi. Velázquez fit quelques retouches postérieures, rehaussant le cheval, ajoutant des reflets sur le vêtement du monarque.
Plus tard, comme le montre la numérotation de la toile dans un ancien inventaire, des bandes latérales parfaitement visibles furent ajoutées sur les côtés afin que la toile ait les mêmes dimensions que celle de Philippe IV. Lors de ces ajouts, probablement au XVIIIe siècle quand la toile fut transférée au Palais royal de Madrid, des zones de paysages de la main de Vélasquez furent masquées. En 2011, la toile ainsi que son pendant la Reine Marguerite, furent présentées et restaurées sans ces ajouts, dans leur état d’origine.
Philippe III d'Espagne apparaît arrogant sur un cheval, sur un fond de montagnes et de ciel nuageux qui accentuent la sensation de profondeur. Le fond ne présente pas les tons froids des autres toiles de Velasquez, mais au contraire montrent une dominante de jaune qui unit les marrons et les rouges du premier plan et confèrent une tonalité chaude à l’œuvre. Des antécédents peuvent être trouvés chez le Titien (Charles Quint à cheval à Mühlberg) et dans le portrait équestre du Duc de Lerma de Rubens. Les anglaises de la crinière du cheval – peint en raccourci – sont typiquement baroques.

## Postérité

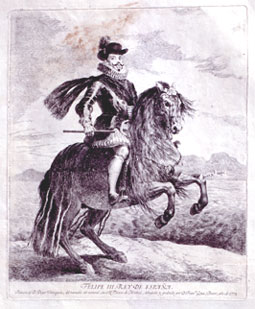
Gravure de Goya d'après l'œuvre de Vélasquez

Dans sa série de gravures d'après Vélasquez, Francisco de Goya a effectué une copie de Philippe III à cheval intitulée Philippe III. Roi d'Espagne (1778, eau-forte).